# ATP Tour 2024
L'ATP Tour 2024 és el circuit de tennis professional masculí de l'any 2024 organitzat per l'ATP. La temporada inclou un total de 69 torneigs dividits en Grand Slams (organitzats per la ITF), ATP World Tour Masters 1000, sèries ATP World Tour 500, sèries ATP World Tour 250 i un ATP Finals. També s'inclou la disputa de la Copa Davis, l'United Cup i la Laver Cup. Els torneigs es disputen entre l'1 de gener i el 24 de novembre de 2024.

## Calendari
Taula sobre el calendari complet dels torneigs que pertanyen a la temporada 2024 de l'ATP Tour. També s'inclouen els vencedors dels quadres individuals i dobles de cada torneig.
| Llegenda                           |
| ---------------------------------- |
| Grand Slam                         |
| Jocs Olímpics                      |
| ATP World Tour Finals / ATP Finals |
| ATP World Tour Masters 1000        |
| ATP World Tour 500                 |
| ATP World Tour 250                 |
| Esdeveniments per equips           |

| Data d'inici   | Torneig                         | Superfície   | Guanyador/s | Finalista/es                                                                                           |
| -------------- | ------------------------------- | ------------ | --- | --- |
| 1 de gener     | United Cup                      | Dura         | Alemanya: Angelique Kerber, Tatjana Maria, Maximilian Marterer, Laura Siegemund, Kai Wehnelt, Alexander Zverev | Polònia: Hubert Hurkacz, Katarzyna Kawa, Daniel Michalski, Katarzyna Piter, Iga Świątek, Jan Zieliński |
| 1 de gener     | Brisbane                        | Dura         | Grigor Dimitrov                                                                                                | Holger Rune                                                                                            |
| 1 de gener     | Brisbane                        | Dura         | Lloyd Glasspool / Jean-Julien Rojer                                                                            | Kevin Krawietz / Tim Pütz                                                                              |
| 1 de gener     | Hong Kong                       | Dura         | Andrei Rubliov                                                                                                 | Emil Ruusuvuori                                                                                        |
| 1 de gener     | Hong Kong                       | Dura         | Marcelo Arévalo / Mate Pavić                                                                                   | Sander Gillé / Joran Vliegen                                                                           |
| 8 de gener     | Auckland                        | Dura         | Alejandro Tabilo                                                                                               | Taro Daniel                                                                                            |
| 8 de gener     | Auckland                        | Dura         | Wesley Koolhof / Nikola Mektić                                                                                 | Marcel Granollers / Horacio Zeballos                                                                   |
| 8 de gener     | Adelaida                        | Dura         | Jiří Lehečka                                                                                                   | Jack Draper                                                                                            |
| 8 de gener     | Adelaida                        | Dura         | Rajeev Ram / Joe Salisbury                                                                                     | Rohan Bopanna / Matthew Ebden                                                                          |
| 15 de gener    | Open d'Austràlia                | Dura         | Jannik Sinner                                                                                                  | Daniïl Medvédev                                                                                        |
| 15 de gener    | Open d'Austràlia                | Dura         | Rohan Bopanna / Matthew Ebden                                                                                  | Simone Bolelli / Andrea Vavassori                                                                      |
| 15 de gener    | Open d'Austràlia                | Dura         | Hsieh Su-wei / Jan Zieliński                                                                                   | Desirae Krawczyk / Neal Skupski                                                                        |
| 29 de gener    | Copa Davis (Fase classificació) |              | | |
| 29 de gener    | Montpeller                      | Dura (i)     | Alexander Bublik                                                                                               | Borna Ćorić                                                                                            |
| 29 de gener    | Montpeller                      | Dura (i)     | Sadio Doumbia / Fabien Reboul                                                                                  | Albano Olivetti / Sam Weissborn                                                                        |
| 5 de febrer    | Córdoba                         | Terra batuda | Luciano Darderi                                                                                                | Facundo Bagnis                                                                                         |
| 5 de febrer    | Córdoba                         | Terra batuda | Máximo González / Andrés Molteni                                                                               | Sadio Doumbia / Fabien Reboul                                                                          |
| 5 de febrer    | Dallas                          | Dura (i)     | Tommy Paul | Marcos Giron                                                                                           |
| 5 de febrer    | Dallas                          | Dura (i)     | Max Purcell / Jordan Thompson                                                                                  | William Blumberg / Rinky Hijikata                                                                      |
| 5 de febrer    | Marsella                        | Dura (i)     | Ugo Humbert | Grigor Dimitrov                                                                                        |
| 5 de febrer    | Marsella                        | Dura (i)     | Tomáš Macháč / Zhang Zhizhen                                                                                   | Patrik Niklas-Salminen / Emil Ruusuvuori                                                               |
| 12 de febrer   | Rotterdam                       | Dura (i)     | Jannik Sinner                                                                                                  | Alex de Minaur                                                                                         |
| 12 de febrer   | Rotterdam                       | Dura (i)     | Wesley Koolhof / Nikola Mektić                                                                                 | Robin Haase / Botic van de Zandschulp                                                                  |
| 12 de febrer   | Buenos Aires                    | Terra batuda | Facundo Díaz Acosta                                                                                            | Nicolás Jarry                                                                                          |
| 12 de febrer   | Buenos Aires                    | Terra batuda | Simone Bolelli / Andrea Vavassori                                                                              | Marcel Granollers / Horacio Zeballos                                                                   |
| 12 de febrer   | Delray Beach                    | Dura         | Taylor Fritz                                                                                                   | Tommy Paul                                                                                             |
| 12 de febrer   | Delray Beach                    | Dura         | Julian Cash / Robert Galloway                                                                                  | Santiago González / Neal Skupski                                                                       |
| 19 de febrer   | Rio de Janeiro                  | Terra batuda | Sebastián Báez                                                                                                 | Mariano Navone                                                                                         |
| 19 de febrer   | Rio de Janeiro                  | Terra batuda | Nicolás Barrientos / Rafael Matos                                                                              | Alexander Erler / Lucas Miedler                                                                        |
| 19 de febrer   | Doha                            | Dura         | Karén Khatxànov                                                                                                | Jakub Menšík                                                                                           |
| 19 de febrer   | Doha                            | Dura         | Jamie Murray / Michael Venus                                                                                   | Lorenzo Musetti / Lorenzo Sonego                                                                       |
| 19 de febrer   | Los Cabos                       | Dura         | Jordan Thompson                                                                                                | Casper Ruud                                                                                            |
| 19 de febrer   | Los Cabos                       | Dura         | Max Purcell / Jordan Thompson                                                                                  | Gonzalo Escobar / Aleksandr Nedovyesov                                                                 |
| 26 de febrer   | Acapulco                        | Dura         | Alex de Minaur                                                                                                 | Casper Ruud                                                                                            |
| 26 de febrer   | Acapulco                        | Dura         | Hugo Nys / Jan Zieliński                                                                                       | Santiago González / Neal Skupski                                                                       |
| 26 de febrer   | Dubai                           | Dura         | Ugo Humbert | Alexander Bublik                                                                                       |
| 26 de febrer   | Dubai                           | Dura         | Tallon Griekspoor / Jan-Lennard Struff                                                                         | Ivan Dodig / Austin Krajicek                                                                           |
| 26 de febrer   | Santiago                        | Terra batuda | Sebastián Báez                                                                                                 | Alejandro Tabilo                                                                                       |
| 26 de febrer   | Santiago                        | Terra batuda | Tomás Barrios Vera / Alejandro Tabilo                                                                          | Orlando Luz / Matías Soto                                                                              |
| 6 de març      | Indian Wells                    | Dura         | Carlos Alcaraz                                                                                                 | Daniïl Medvédev                                                                                        |
| 6 de març      | Indian Wells                    | Dura         | Wesley Koolhof / Nikola Mektić                                                                                 | Marcel Granollers / Horacio Zeballos                                                                   |
| 20 de març     | Miami                           | Dura         | Jannik Sinner                                                                                                  | Grigor Dimitrov                                                                                        |
| 20 de març     | Miami                           | Dura         | Rohan Bopanna / Matthew Ebden                                                                                  | Ivan Dodig / Austin Krajicek                                                                           |
| 1 d'abril      | Houston                         | Terra batuda | Ben Shelton | Frances Tiafoe                                                                                         |
| 1 d'abril      | Houston                         | Terra batuda | Max Purcell / Jordan Thompson                                                                                  | William Blumberg / John Peers                                                                          |
| 1 d'abril      | Marràqueix                      | Terra batuda | Matteo Berrettini                                                                                              | Roberto Carballés Baena                                                                                |
| 1 d'abril      | Marràqueix                      | Terra batuda | Harri Heliövaara / Henry Patten                                                                                | Alexander Erler / Lucas Miedler                                                                        |
| 1 d'abril      | Estoril                         | Terra batuda | Hubert Hurkacz                                                                                                 | Pedro Martínez                                                                                         |
| 1 d'abril      | Estoril                         | Terra batuda | Gonzalo Escobar / Aleksandr Nedovyesov                                                                         | Sadio Doumbia / Fabien Reboul                                                                          |
| 7 d'abril      | Montecarlo                      | Terra batuda | Stéfanos Tsitsipàs                                                                                             | Casper Ruud                                                                                            |
| 7 d'abril      | Montecarlo                      | Terra batuda | Sander Gillé / Joran Vliegen                                                                                   | Marcelo Melo / Alexander Zverev                                                                        |
| 15 d'abril     | Barcelona                       | Terra batuda | Casper Ruud | Stéfanos Tsitsipàs                                                                                     |
| 15 d'abril     | Barcelona                       | Terra batuda | Máximo González / Andrés Molteni                                                                               | Hugo Nys / Jan Zieliński                                                                               |
| 15 d'abril     | Múnic                           | Terra batuda | Jan-Lennard Struff                                                                                             | Taylor Fritz                                                                                           |
| 15 d'abril     | Múnic                           | Terra batuda | Yuki Bhambri / Albano Olivetti                                                                                 | Andreas Mies / Jan-Lennard Struff                                                                      |
| 15 d'abril     | Bucarest                        | Terra batuda | Márton Fucsovics                                                                                               | Mariano Navone                                                                                         |
| 15 d'abril     | Bucarest                        | Terra batuda | Sadio Doumbia / Fabien Reboul                                                                                  | Harri Heliövaara / Henry Patten                                                                        |
| 24 d'abril     | Madrid                          | Terra batuda | Andrei Rubliov                                                                                                 | Félix Auger-Aliassime                                                                                  |
| 24 d'abril     | Madrid                          | Terra batuda | Sebastian Korda / Jordan Thompson                                                                              | Ariel Behar / Adam Pavlásek                                                                            |
| 8 de maig      | Roma                            | Terra batuda | Alexander Zverev                                                                                               | Nicolás Jarry                                                                                          |
| 8 de maig      | Roma                            | Terra batuda | Marcel Granollers / Horacio Zeballos                                                                           | Marcelo Arévalo / Mate Pavić                                                                           |
| 19 de maig     | Ginebra                         | Terra batuda | Casper Ruud | Tomáš Macháč                                                                                           |
| 19 de maig     | Ginebra                         | Terra batuda | Marcelo Arévalo / Mate Pavić                                                                                   | Lloyd Glasspool / Jean-Julien Rojer                                                                    |
| 19 de maig     | Lió                             | Terra batuda | Giovanni Mpetshi Perricard                                                                                     | Tomás Martín Etcheverry                                                                                |
| 19 de maig     | Lió                             | Terra batuda | Harri Heliövaara / Henry Patten                                                                                | Yuki Bhambri / Albano Olivetti                                                                         |
| 26 de maig     | Roland Garros                   | Terra batuda | Carlos Alcaraz                                                                                                 | Alexander Zverev                                                                                       |
| 26 de maig     | Roland Garros                   | Terra batuda | Marcelo Arévalo / Mate Pavić                                                                                   | Simone Bolelli / Andrea Vavassori                                                                      |
| 26 de maig     | Roland Garros                   | Terra batuda | Laura Siegemund / Édouard Roger-Vasselin                                                                       | Desirae Krawczyk / Neal Skupski                                                                        |
| 10 de juny     | 's-Hertogenbosch                | Gespa        | Alex de Minaur                                                                                                 | Sebastian Korda                                                                                        |
| 10 de juny     | 's-Hertogenbosch                | Gespa        | Nathaniel Lammons / Jackson Withrow                                                                            | Wesley Koolhof / Nikola Mektić                                                                         |
| 10 de juny     | Stuttgart                       | Gespa        | Jack Draper | Matteo Berrettini                                                                                      |
| 10 de juny     | Stuttgart                       | Gespa        | Rafael Matos / Marcelo Melo                                                                                    | Julian Cash / Robert Galloway                                                                          |
| 17 de juny     | Londres                         | Gespa        | Tommy Paul | Lorenzo Musetti                                                                                        |
| 17 de juny     | Londres                         | Gespa        | Neal Skupski / Michael Venus                                                                                   | Taylor Fritz / Karén Khatxànov                                                                         |
| 17 de juny     | Halle                           | Gespa        | Jannik Sinner                                                                                                  | Hubert Hurkacz                                                                                         |
| 17 de juny     | Halle                           | Gespa        | Simone Bolelli / Andrea Vavassori                                                                              | Kevin Krawietz / Tim Pütz                                                                              |
| 24 de juny     | Mallorca                        | Gespa        | Alejandro Tabilo                                                                                               | Sebastian Ofner                                                                                        |
| 24 de juny     | Mallorca                        | Gespa        | Julian Cash / Robert Galloway                                                                                  | Diego Hidalgo / Alejandro Tabilo                                                                       |
| 24 de juny     | Eastbourne                      | Gespa        | Taylor Fritz                                                                                                   | Max Purcell                                                                                            |
| 24 de juny     | Eastbourne                      | Gespa        | Neal Skupski / Michael Venus                                                                                   | Matthew Ebden / John Peers                                                                             |
| 1 de juliol    | Wimbledon                       | Gespa        | Carlos Alcaraz                                                                                                 | Novak Đoković                                                                                          |
| 1 de juliol    | Wimbledon                       | Gespa        | Harri Heliövaara / Henry Patten                                                                                | Max Purcell / Jordan Thompson                                                                          |
| 1 de juliol    | Wimbledon                       | Gespa        | Hsieh Su-wei / Jan Zieliński                                                                                   | Giuliana Olmos / Santiago González                                                                     |
| 15 de juliol   | Hamburg                         | Terra batuda | Arthur Fils | Alexander Zverev                                                                                       |
| 15 de juliol   | Hamburg                         | Terra batuda | Kevin Krawietz / Tim Pütz                                                                                      | Fabien Reboul / Édouard Roger-Vasselin                                                                 |
| 15 de juliol   | Båstad                          | Terra batuda | Nuno Borges | Rafael Nadal                                                                                           |
| 15 de juliol   | Båstad                          | Terra batuda | Orlando Luz / Rafael Matos                                                                                     | Manuel Guinard / Grégoire Jacq                                                                         |
| 15 de juliol   | Gstaad                          | Terra batuda | Matteo Berrettini                                                                                              | Quentin Halys                                                                                          |
| 15 de juliol   | Gstaad                          | Terra batuda | Yuki Bhambri / Albano Olivetti                                                                                 | Ugo Humbert / Fabrice Martin                                                                           |
| 15 de juliol   | Newport                         | Gespa        | Marcos Giron                                                                                                   | Alex Michelsen                                                                                         |
| 15 de juliol   | Newport                         | Gespa        | André Göransson / Sem Verbeek                                                                                  | Robert Cash / James Tracy                                                                              |
| 21 de juliol   | Kitzbühel                       | Terra batuda | Matteo Berrettini                                                                                              | Hugo Gaston                                                                                            |
| 21 de juliol   | Kitzbühel                       | Terra batuda | Alexander Erler / Andreas Mies                                                                                 | Constantin Frantzen / Hendrik Jebens                                                                   |
| 21 de juliol   | Umag                            | Terra batuda | Francisco Cerúndolo                                                                                            | Lorenzo Musetti                                                                                        |
| 21 de juliol   | Umag                            | Terra batuda | Guido Andreozzi / Miguel Ángel Reyes Varela                                                                    | Manuel Guinard / Grégoire Jacq                                                                         |
| 21 de juliol   | Atlanta                         | Dura         | Yoshihito Nishioka                                                                                             | Jordan Thompson                                                                                        |
| 21 de juliol   | Atlanta                         | Dura         | Nathaniel Lammons / Jackson Withrow                                                                            | André Göransson / Sem Verbeek                                                                          |
| 29 de juliol   | Jocs Olímpics (París)           | Terra batuda | Novak Đoković                                                                                                  | Carlos Alcaraz                                                                                         |
| 29 de juliol   | Jocs Olímpics (París)           | Terra batuda | Matthew Ebden / John Peers                                                                                     | Austin Krajicek / Rajeev Ram                                                                           |
| 29 de juliol   | Jocs Olímpics (París)           | Terra batuda | Kateřina Siniaková / Tomáš Macháč                                                                              | Wang Xinyu / Zhang Zhizhen                                                                             |
| 29 de juliol   | Washington DC                   | Dura         | Sebastian Korda                                                                                                | Flavio Cobolli                                                                                         |
| 29 de juliol   | Washington DC                   | Dura         | Nathaniel Lammons / Jackson Withrow                                                                            | Rafael Matos / Marcelo Melo                                                                            |
| 6 d'agost      | Montreal                        | Dura         | Alexei Popyrin                                                                                                 | Andrei Rubliov                                                                                         |
| 6 d'agost      | Montreal                        | Dura         | Marcel Granollers / Horacio Zeballos                                                                           | Rajeev Ram / Joe Salisbury                                                                             |
| 12 d'agost     | Cincinnati                      | Dura         | Jannik Sinner                                                                                                  | Frances Tiafoe                                                                                         |
| 12 d'agost     | Cincinnati                      | Dura         | Marcelo Arévalo / Mate Pavić                                                                                   | Mackenzie McDonald / Alex Michelsen                                                                    |
| 18 d'agost     | Winston-Salem                   | Dura         | Lorenzo Sonego                                                                                                 | Alex Michelsen                                                                                         |
| 18 d'agost     | Winston-Salem                   | Dura         | Nathaniel Lammons / Jackson Withrow                                                                            | Julian Cash / Robert Galloway                                                                          |
| 26 d'agost     | US Open                         | Dura         | Jannik Sinner                                                                                                  | Taylor Fritz                                                                                           |
| 26 d'agost     | US Open                         | Dura         | Max Purcell / Jordan Thompson                                                                                  | Kevin Krawietz / Tim Pütz                                                                              |
| 26 d'agost     | US Open                         | Dura         | Sara Errani / Andrea Vavassori                                                                                 | Taylor Townsend / Donald Young                                                                         |
| 9 de setembre  | Davis Cup Finals (Fase grups)   | Dura (i)     | | |
| 18 de setembre | Chengdu                         | Dura         | Shang Juncheng                                                                                                 | Lorenzo Musetti                                                                                        |
| 18 de setembre | Chengdu                         | Dura         | Sadio Doumbia / Fabien Reboul                                                                                  | Yuki Bhambri / Albano Olivetti                                                                         |
| 18 de setembre | Hangzhou                        | Dura         | Marin Čilić | Zhang Zhizhen                                                                                          |
| 18 de setembre | Hangzhou                        | Dura         | Jeevan Nedunchezhiyan / Vijay Sundar Prashanth                                                                 | Constantin Frantzen / Hendrik Jebens                                                                   |
| 18 de setembre | Laver Cup (Berlín)              | Dura (i)     | Equip Europa                                                                                                   | Equip Món                                                                                              |
| 25 de setembre | Tòquio                          | Dura         | Arthur Fils | Ugo Humbert                                                                                            |
| 25 de setembre | Tòquio                          | Dura         | Julian Cash / Lloyd Glasspool                                                                                  | Ariel Behar / Robert Galloway                                                                          |
| 25 de setembre | Pequín                          | Dura         | Carlos Alcaraz                                                                                                 | Jannik Sinner                                                                                          |
| 25 de setembre | Pequín                          | Dura         | Simone Bolelli / Andrea Vavassori                                                                              | Harri Heliövaara / Henry Patten                                                                        |
| 30 de setembre | Xangai                          | Dura         | Jannik Sinner                                                                                                  | Novak Đoković                                                                                          |
| 30 de setembre | Xangai                          | Dura         | Wesley Koolhof / Nikola Mektić                                                                                 | Máximo González / Andrés Molteni                                                                       |
| 14 d'octubre   | Anvers                          | Dura (i)     | Roberto Bautista Agut                                                                                          | Jiří Lehečka                                                                                           |
| 14 d'octubre   | Anvers                          | Dura (i)     | Alexander Erler / Lucas Miedler                                                                                | Robert Galloway / Aleksandr Nedovyesov                                                                 |
| 14 d'octubre   | Almaty                          | Dura (i)     | Karén Khatxànov                                                                                                | Gabriel Diallo                                                                                         |
| 14 d'octubre   | Almaty                          | Dura (i)     | Rithvik Choudary Bollipalli / Arjun Kadhe                                                                      | Nicolás Barrientos / Skander Mansouri                                                                  |
| 14 d'octubre   | Estocolm                        | Dura (i)     | Tommy Paul | Grigor Dimitrov                                                                                        |
| 14 d'octubre   | Estocolm                        | Dura (i)     | Harri Heliövaara / Henry Patten                                                                                | Petr Nouza / Patrik Rikl                                                                               |
| 21 d'octubre   | Viena                           | Dura (i)     | Jack Draper | Karén Khatxànov                                                                                        |
| 21 d'octubre   | Viena                           | Dura (i)     | Alexander Erler / Lucas Miedler                                                                                | Neal Skupski / Michael Venus                                                                           |
| 21 d'octubre   | Basilea                         | Dura (i)     | Giovanni Mpetshi Perricard                                                                                     | Ben Shelton                                                                                            |
| 21 d'octubre   | Basilea                         | Dura (i)     | Jamie Murray / John Peers                                                                                      | Wesley Koolhof / Nikola Mektić                                                                         |
| 28 d'octubre   | París                           | Dura (i)     | Alexander Zverev                                                                                               | Ugo Humbert                                                                                            |
| 28 d'octubre   | París                           | Dura (i)     | Wesley Koolhof / Nikola Mektić                                                                                 | Lloyd Glasspool / Adam Pavlásek                                                                        |
| 4 de novembre  | Metz                            | Dura (i)     | Benjamin Bonzi                                                                                                 | Cameron Norrie                                                                                         |
| 4 de novembre  | Metz                            | Dura (i)     | Sander Arends / Luke Johnson                                                                                   | Pierre-Hugues Herbert / Albano Olivetti                                                                |
| 4 de novembre  | Belgrad                         | Dura (i)     | Denis Shapovalov                                                                                               | Hamad Medjedovic                                                                                       |
| 4 de novembre  | Belgrad                         | Dura (i)     | Jamie Murray / John Peers                                                                                      | Ivan Dodig / Skander Mansouri                                                                          |
| 11 de novembre | ATP Finals (Torí)               | Dura (i)     | Jannik Sinner                                                                                                  | Taylor Fritz                                                                                           |
| 11 de novembre | ATP Finals (Torí)               | Dura (i)     | Kevin Krawietz / Tim Pütz                                                                                      | Marcelo Arévalo / Mate Pavić                                                                           |
| 18 de novembre | Davis Cup Finals (fase final)   | Dura (i)     | Itàlia: Matteo Berrettini, Simone Bolelli, Lorenzo Musetti, Jannik Sinner, Andrea Vavassori                    | Països Baixos: Tallon Griekspoor, Jesper de Jong, Wesley Koolhof, Botic van de Zandschulp              |
| 16 de desembre | Next Gen ATP Finals (Jiddah)    | Dura (i)     | João Fonseca                                                                                                   | Learner Tien                                                                                           |

## Estadístiques
La següent taula mostra el nombre de títols aconseguits de forma individual (I), dobles (D) i dobles mixts (X) aconseguits per cada tennista i també per països durant la temporada 2024. Els torneigs estan classificats segons la seva categoria dins el calendari ATP Tour 2023: Grand Slams, ATP Finals, ATP Tour Masters 1000, sèries ATP Tour 500 i sèries ATP Tour 250. L'ordre del jugadors s'ha establert a partir del nombre total de títols i llavors segons la categoria dels títols.

### Títols per tennista
| Total | Tennista                    | Grand Slams | Grand Slams | Grand Slams | Finals | Finals | ATP 1000 | ATP 1000 | ATP 500 | ATP 500 | ATP 250 | ATP 250 | Resum | Resum | Resum |
| Total | Tennista                    | I           | D           | X           | I      | D      | I        | D        | I       | D       | I       | D       | I     | D     | X     |
| ----- | --------------------------- | ----------- | ----------- | ----------- | ------ | ------ | -------- | -------- | ------- | ------- | ------- | ------- | ----- | ----- | ----- |
| 8     | Jannik Sinner               | ●           |             |             | ●      |        | ●        |          | ●       |         |         |         | 8     | 0     | 0     |
| 6     | Jordan Thompson             |             | ●           |             |        |        |          | ●        |         |         | ●       | ●       | 1     | 5     | 0     |
| 5     | Wesley Koolhof              |             |             |             |        |        |          | ●        |         | ●       |         | ●       | 0     | 5     | 0     |
| 5     | Nikola Mektić               |             |             |             |        |        |          | ●        |         | ●       |         | ●       | 0     | 5     | 0     |
| 4     | Carlos Alcaraz              | ●           |             |             |        |        | ●        |          | ●       |         |         |         | 4     | 0     | 0     |
| 4     | Marcelo Arévalo             |             | ●           |             |        |        |          | ●        |         |         |         | ●       | 0     | 4     | 0     |
| 4     | Mate Pavić                  |             | ●           |             |        |        |          | ●        |         |         |         | ●       | 0     | 4     | 0     |
| 4     | Harri Heliövaara            |             | ●           |             |        |        |          |          |         |         |         | ●       | 0     | 4     | 0     |
| 4     | Henry Patten                |             | ●           |             |        |        |          |          |         |         |         | ●       | 0     | 4     | 0     |
| 4     | Max Purcell                 |             | ●           |             |        |        |          |          |         |         |         | ●       | 0     | 4     | 0     |
| 4     | Andrea Vavassori            |             |             | ●           |        |        |          |          |         | ●       |         | ●       | 0     | 3     | 1     |
| 4     | Nathaniel Lammons           |             |             |             |        |        |          |          |         | ●       |         | ●       | 0     | 4     | 0     |
| 4     | Jackson Withrow             |             |             |             |        |        |          |          |         | ●       |         | ●       | 0     | 4     | 0     |
| 3     | Jan Zieliński               |             |             | ●           |        |        |          |          |         | ●       |         |         | 0     | 1     | 2     |
| 3     | Simone Bolelli              |             |             |             |        |        |          |          |         | ●       |         | ●       | 0     | 3     | 0     |
| 3     | Tommy Paul                  |             |             |             |        |        |          |          | ●       |         | ●       |         | 3     | 0     | 0     |
| 3     | Julian Cash                 |             |             |             |        |        |          |          |         | ●       |         | ●       | 0     | 3     | 0     |
| 3     | Alexander Erler             |             |             |             |        |        |          |          |         | ●       |         | ●       | 0     | 3     | 0     |
| 3     | Rafael Matos                |             |             |             |        |        |          |          |         | ●       |         | ●       | 0     | 3     | 0     |
| 3     | Jamie Murray                |             |             |             |        |        |          |          |         | ●       |         | ●       | 0     | 3     | 0     |
| 3     | Michael Venus               |             |             |             |        |        |          |          |         | ●       |         | ●       | 0     | 3     | 0     |
| 3     | Matteo Berrettini           |             |             |             |        |        |          |          |         |         | ●       |         | 3     | 0     | 0     |
| 3     | Alejandro Tabilo            |             |             |             |        |        |          |          |         |         | ●       | ●       | 2     | 1     | 0     |
| 3     | Sadio Doumbia               |             |             |             |        |        |          |          |         |         |         | ●       | 0     | 3     | 0     |
| 3     | Fabien Reboul               |             |             |             |        |        |          |          |         |         |         | ●       | 0     | 3     | 0     |
| 2     | Rohan Bopanna               |             | ●           |             |        |        |          | ●        |         |         |         |         | 0     | 2     | 0     |
| 2     | Matthew Ebden               |             | ●           |             |        |        |          | ●        |         |         |         |         | 0     | 2     | 0     |
| 2     | Kevin Krawietz              |             |             |             |        | ●      |          |          |         | ●       |         |         | 0     | 2     | 0     |
| 2     | Tim Pütz                    |             |             |             |        | ●      |          |          |         | ●       |         |         | 0     | 2     | 0     |
| 2     | Alexander Zverev            |             |             |             |        |        | ●        |          |         |         |         |         | 2     | 0     | 0     |
| 2     | Marcel Granollers           |             |             |             |        |        |          | ●        |         |         |         |         | 0     | 2     | 0     |
| 2     | Horacio Zeballos            |             |             |             |        |        |          | ●        |         |         |         |         | 0     | 2     | 0     |
| 2     | Sebastian Korda             |             |             |             |        |        |          | ●        | ●       |         |         |         | 1     | 1     | 0     |
| 2     | Andrei Rubliov              |             |             |             |        |        | ●        |          |         |         | ●       |         | 2     | 0     | 0     |
| 2     | Arthur Fils                 |             |             |             |        |        |          |          | ●       |         |         |         | 2     | 0     | 0     |
| 2     | Sebastián Báez              |             |             |             |        |        |          |          | ●       |         | ●       |         | 2     | 0     | 0     |
| 2     | Jack Draper                 |             |             |             |        |        |          |          | ●       |         | ●       |         | 2     | 0     | 0     |
| 2     | Ugo Humbert                 |             |             |             |        |        |          |          | ●       |         | ●       |         | 2     | 0     | 0     |
| 2     | Alex de Minaur              |             |             |             |        |        |          |          | ●       |         | ●       |         | 2     | 0     | 0     |
| 2     | Giovanni Mpetshi Perricard  |             |             |             |        |        |          |          | ●       |         | ●       |         | 2     | 0     | 0     |
| 2     | Casper Ruud                 |             |             |             |        |        |          |          | ●       |         | ●       |         | 2     | 0     | 0     |
| 2     | Jan-Lennard Struff          |             |             |             |        |        |          |          |         | ●       | ●       |         | 1     | 1     | 0     |
| 2     | Lloyd Glasspool             |             |             |             |        |        |          |          |         | ●       |         | ●       | 0     | 2     | 0     |
| 2     | Máximo González             |             |             |             |        |        |          |          |         | ●       |         | ●       | 0     | 2     | 0     |
| 2     | Lucas Miedler               |             |             |             |        |        |          |          |         | ●       |         | ●       | 0     | 2     | 0     |
| 2     | Andrés Molteni              |             |             |             |        |        |          |          |         | ●       |         | ●       | 0     | 2     | 0     |
| 2     | John Peers                  |             |             |             |        |        |          |          |         | ●       |         | ●       | 0     | 2     | 0     |
| 2     | Neal Skupski                |             |             |             |        |        |          |          |         | ●       |         | ●       | 0     | 2     | 0     |
| 2     | Taylor Fritz                |             |             |             |        |        |          |          |         |         | ●       |         | 2     | 0     | 0     |
| 2     | Karén Khatxànov             |             |             |             |        |        |          |          |         |         | ●       |         | 2     | 0     | 0     |
| 2     | Yuki Bhambri                |             |             |             |        |        |          |          |         |         |         | ●       | 0     | 2     | 0     |
| 2     | Robert Galloway             |             |             |             |        |        |          |          |         |         |         | ●       | 0     | 2     | 0     |
| 2     | Albano Olivetti             |             |             |             |        |        |          |          |         |         |         | ●       | 0     | 2     | 0     |
| 1     | Édouard Roger-Vasselin      |             |             | ●           |        |        |          |          |         |         |         |         | 0     | 0     | 1     |
| 1     | Alexei Popyrin              |             |             |             |        |        | ●        |          |         |         |         |         | 1     | 0     | 0     |
| 1     | Stéfanos Tsitsipàs          |             |             |             |        |        | ●        |          |         |         |         |         | 1     | 0     | 0     |
| 1     | Sander Gillé                |             |             |             |        |        |          | ●        |         |         |         |         | 0     | 1     | 0     |
| 1     | Joran Vliegen               |             |             |             |        |        |          | ●        |         |         |         |         | 0     | 1     | 0     |
| 1     | Nicolás Barrientos          |             |             |             |        |        |          |          |         | ●       |         |         | 0     | 1     | 0     |
| 1     | Tallon Griekspoor           |             |             |             |        |        |          |          |         | ●       |         |         | 0     | 1     | 0     |
| 1     | Hugo Nys                    |             |             |             |        |        |          |          |         | ●       |         |         | 0     | 1     | 0     |
| 1     | Roberto Bautista Agut       |             |             |             |        |        |          |          |         |         | ●       |         | 1     | 0     | 0     |
| 1     | Benjamin Bonzi              |             |             |             |        |        |          |          |         |         | ●       |         | 1     | 0     | 0     |
| 1     | Nuno Borges                 |             |             |             |        |        |          |          |         |         | ●       |         | 1     | 0     | 0     |
| 1     | Alexander Bublik            |             |             |             |        |        |          |          |         |         | ●       |         | 1     | 0     | 0     |
| 1     | Marin Čilić                 |             |             |             |        |        |          |          |         |         | ●       |         | 1     | 0     | 0     |
| 1     | Francisco Cerúndolo         |             |             |             |        |        |          |          |         |         | ●       |         | 1     | 0     | 0     |
| 1     | Luciano Darderi             |             |             |             |        |        |          |          |         |         | ●       |         | 1     | 0     | 0     |
| 1     | Facundo Díaz Acosta         |             |             |             |        |        |          |          |         |         | ●       |         | 1     | 0     | 0     |
| 1     | Grigor Dimitrov             |             |             |             |        |        |          |          |         |         | ●       |         | 1     | 0     | 0     |
| 1     | Márton Fucsovics            |             |             |             |        |        |          |          |         |         | ●       |         | 1     | 0     | 0     |
| 1     | Marcos Giron                |             |             |             |        |        |          |          |         |         | ●       |         | 1     | 0     | 0     |
| 1     | Hubert Hurkacz              |             |             |             |        |        |          |          |         |         | ●       |         | 1     | 0     | 0     |
| 1     | Shang Juncheng              |             |             |             |        |        |          |          |         |         | ●       |         | 1     | 0     | 0     |
| 1     | Jiří Lehečka                |             |             |             |        |        |          |          |         |         | ●       |         | 1     | 0     | 0     |
| 1     | Yoshihito Nishioka          |             |             |             |        |        |          |          |         |         | ●       |         | 1     | 0     | 0     |
| 1     | Denis Shapovalov            |             |             |             |        |        |          |          |         |         | ●       |         | 1     | 0     | 0     |
| 1     | Ben Shelton                 |             |             |             |        |        |          |          |         |         | ●       |         | 1     | 0     | 0     |
| 1     | Lorenzo Sonego              |             |             |             |        |        |          |          |         |         | ●       |         | 1     | 0     | 0     |
| 1     | Guido Andreozzi             |             |             |             |        |        |          |          |         |         |         | ●       | 0     | 1     | 0     |
| 1     | Sander Arends               |             |             |             |        |        |          |          |         |         |         | ●       | 0     | 1     | 0     |
| 1     | Tomás Barrios Vera          |             |             |             |        |        |          |          |         |         |         | ●       | 0     | 1     | 0     |
| 1     | Rithvik Choudary Bollipalli |             |             |             |        |        |          |          |         |         |         | ●       | 0     | 1     | 0     |
| 1     | Gonzalo Escobar             |             |             |             |        |        |          |          |         |         |         | ●       | 0     | 1     | 0     |
| 1     | André Göransson             |             |             |             |        |        |          |          |         |         |         | ●       | 0     | 1     | 0     |
| 1     | Luke Johnson                |             |             |             |        |        |          |          |         |         |         | ●       | 0     | 1     | 0     |
| 1     | Arjun Kadhe                 |             |             |             |        |        |          |          |         |         |         | ●       | 0     | 1     | 0     |
| 1     | Orlando Luz                 |             |             |             |        |        |          |          |         |         |         | ●       | 0     | 1     | 0     |
| 1     | Tomáš Macháč                |             |             |             |        |        |          |          |         |         |         | ●       | 0     | 1     | 0     |
| 1     | Marcelo Melo                |             |             |             |        |        |          |          |         |         |         | ●       | 0     | 1     | 0     |
| 1     | Andreas Mies                |             |             |             |        |        |          |          |         |         |         | ●       | 0     | 1     | 0     |
| 1     | Aleksandr Nedovyesov        |             |             |             |        |        |          |          |         |         |         | ●       | 0     | 1     | 0     |
| 1     | Jeevan Nedunchezhiyan       |             |             |             |        |        |          |          |         |         |         | ●       | 0     | 1     | 0     |
| 1     | Vijay Sundar Prashanth      |             |             |             |        |        |          |          |         |         |         | ●       | 0     | 1     | 0     |
| 1     | Rajeev Ram                  |             |             |             |        |        |          |          |         |         |         | ●       | 0     | 1     | 0     |
| 1     | Miguel Ángel Reyes Varela   |             |             |             |        |        |          |          |         |         |         | ●       | 0     | 1     | 0     |
| 1     | Jean-Julien Rojer           |             |             |             |        |        |          |          |         |         |         | ●       | 0     | 1     | 0     |
| 1     | Joe Salisbury               |             |             |             |        |        |          |          |         |         |         | ●       | 0     | 1     | 0     |
| 1     | Sem Verbeek                 |             |             |             |        |        |          |          |         |         |         | ●       | 0     | 1     | 0     |
| 1     | Zhang Zhizhen               |             |             |             |        |        |          |          |         |         |         | ●       | 0     | 1     | 0     |

### Títols per estat
| Total | País            | Grand Slams | Grand Slams | Grand Slams | Finals | Finals | ATP 1000 | ATP 1000 | ATP 500 | ATP 500 | ATP 250 | ATP 250 | Resum | Resum | Resum |
| Total | País            | I           | D           | X           | I      | D      | I        | D        | I       | D       | I       | D       | I     | D     | X     |
| ----- | --------------- | ----------- | ----------- | ----------- | ------ | ------ | -------- | -------- | ------- | ------- | ------- | ------- | ----- | ----- | ----- |
| 17    | Itàlia          | 2           |             | 1           | 1      |        | 3        |          | 2       | 2       | 5       | 1       | 13    | 3     | 1     |
| 17    | Regne Unit      |             | 1           |             |        |        |          |          | 1       | 3       | 1       | 11      | 2     | 15    | 0     |
| 16    | Estats Units    |             |             |             |        |        |          | 1        | 2       | 1       | 6       | 6       | 8     | 8     | 0     |
| 13    | Austràlia       |             | 2           |             |        |        | 1        | 2        | 1       | 1       | 2       | 4       | 4     | 9     | 0     |
| 13    | França          |             |             | 1           |        |        |          |          | 4       |         | 3       | 5       | 7     | 5     | 1     |
| 10    | Croàcia         |             | 1           |             |        |        |          | 4        |         | 1       | 1       | 3       | 1     | 9     | 0     |
| 9     | Països Baixos   |             |             |             |        |        |          | 3        |         | 2       |         | 4       | 0     | 9     | 0     |
| 9     | Argentina       |             |             |             |        |        |          | 2        | 1       | 1       | 3       | 2       | 4     | 5     | 0     |
| 7     | Espanya         | 2           |             |             |        |        | 1        | 2        | 1       |         | 1       |         | 5     | 2     | 0     |
| 7     | Índia           |             | 1           |             |        |        |          | 1        |         |         |         | 4       | 0     | 6     | 0     |
| 7     | Alemanya        |             |             |             |        | 1      | 2        |          |         | 2       | 1       | 1       | 3     | 4     | 0     |
| 4     | Polònia         |             |             | 2           |        |        |          |          |         | 1       | 1       |         | 1     | 1     | 2     |
| 4     | El Salvador     |             | 1           |             |        |        |          | 1        |         |         |         | 2       | 0     | 4     | 0     |
| 4     | Finlàndia       |             | 1           |             |        |        |          |          |         |         |         | 3       | 0     | 4     | 0     |
| 4     | Rússia          |             |             |             |        |        | 1        |          |         |         | 3       |         | 4     | 0     | 0     |
| 3     | Àustria         |             |             |             |        |        |          |          |         | 1       |         | 2       | 0     | 3     | 0     |
| 3     | Brasil          |             |             |             |        |        |          |          |         | 1       |         | 2       | 0     | 3     | 0     |
| 3     | Nova Zelanda    |             |             |             |        |        |          |          |         | 1       |         | 2       | 0     | 3     | 0     |
| 3     | Xile            |             |             |             |        |        |          |          |         |         | 2       | 1       | 2     | 1     | 0     |
| 2     | Noruega         |             |             |             |        |        |          |          | 1       |         | 1       |         | 2     | 0     | 0     |
| 2     | Kazakhstan      |             |             |             |        |        |          |          |         |         | 1       | 1       | 1     | 1     | 0     |
| 2     | Txèquia         |             |             |             |        |        |          |          |         |         | 1       | 1       | 1     | 1     | 0     |
| 2     | R.P. de la Xina |             |             |             |        |        |          |          |         |         | 1       | 1       | 1     | 1     | 0     |
| 1     | Grècia          |             |             |             |        |        | 1        |          |         |         |         |         | 1     | 0     | 0     |
| 1     | Bèlgica         |             |             |             |        |        |          | 1        |         |         |         |         | 0     | 1     | 0     |
| 1     | Colòmbia        |             |             |             |        |        |          |          |         | 1       |         |         | 0     | 1     | 0     |
| 1     | Mònaco          |             |             |             |        |        |          |          |         | 1       |         |         | 0     | 1     | 0     |
| 1     | Bulgària        |             |             |             |        |        |          |          |         |         | 1       |         | 1     | 0     | 0     |
| 1     | Canadà          |             |             |             |        |        |          |          |         |         | 1       |         | 1     | 0     | 0     |
| 1     | Hongria         |             |             |             |        |        |          |          |         |         | 1       |         | 1     | 0     | 0     |
| 1     | Japó            |             |             |             |        |        |          |          |         |         | 1       |         | 1     | 0     | 0     |
| 1     | Portugal        |             |             |             |        |        |          |          |         |         | 1       |         | 1     | 0     | 0     |
| 1     | Equador         |             |             |             |        |        |          |          |         |         |         | 1       | 0     | 1     | 0     |
| 1     | Mèxic           |             |             |             |        |        |          |          |         |         |         | 1       | 0     | 1     | 0     |
| 1     | Suècia          |             |             |             |        |        |          |          |         |         |         | 1       | 0     | 1     | 0     |

## Rànquings
Les següents taules indiquen els rànquings de la ATP amb les vint millors tennistes individuals, i les deu millors parelles de la temporada 2024.

### Individual
| Rànquing individual ATP 2024 | Rànquing individual ATP 2024 | Rànquing individual ATP 2024 | Rànquing individual ATP 2024 | Rànquing individual ATP 2024 | Rànquing individual ATP 2024 |
| Pos.                         | Tennista                     | Punts                        | T.                           | Ant.                         | Mov.                         |
| ---------------------------- | ---------------------------- | ---------------------------- | ---------------------------- | ---------------------------- | ---------------------------- |
| 1                            | Jannik Sinner                | 11.830                       | 17                           | 4                            | 3                            |
| 2                            | Alexander Zverev             | 7.915                        | 21                           | 7                            | 5                            |
| 3                            | Carlos Alcaraz               | 7.010                        | 18                           | 2                            | 1                            |
| 4                            | Taylor Fritz                 | 5.100                        | 22                           | 10                           | 6                            |
| 5                            | Daniïl Medvédev              | 5.030                        | 17                           | 3                            | 2                            |
| 6                            | Casper Ruud                  | 4.255                        | 25                           | 11                           | 5                            |
| 7                            | Novak Đoković                | 3.910                        | 18                           | 1                            | 6                            |
| 8                            | Andrei Rubliov               | 3.760                        | 27                           | 5                            | 3                            |
| 9                            | Alex de Minaur               | 3.745                        | 23                           | 12                           | 3                            |
| 10                           | Grigor Dimitrov              | 3.350                        | 19                           | 14                           | 4                            |
| 11                           | Stéfanos Tsitsipàs           | 3.165                        | 22                           | 6                            | 5                            |
| 12                           | Tommy Paul                   | 3.145                        | 21                           | 13                           | 1                            |
| 13                           | Holger Rune                  | 3.025                        | 23                           | 8                            | 5                            |
| 14                           | Ugo Humbert                  | 2.765                        | 26                           | 20                           | 6                            |
| 15                           | Jack Draper                  | 2.685                        | 22                           | 60                           | 45                           |
| 16                           | Hubert Hurkacz               | 2.640                        | 20                           | 9                            | 7                            |
| 17                           | Lorenzo Musetti              | 2.600                        | 29                           | 27                           | 10                           |
| 18                           | Frances Tiafoe               | 2.585                        | 26                           | 16                           | 2                            |
| 19                           | Karén Khatxànov              | 2.410                        | 24                           | 15                           | 4                            |
| 20                           | Arthur Fils                  | 2.355                        | 26                           | 36                           | 16                           |

#### Evolució número 1
| Tennista      | Data       | Setmanes |
| ------------- | ---------- | -------- |
| Novak Đoković | Final 2023 | 23       |
| Jannik Sinner | 10 de juny | 29       |

### Dobles
| Rànquing dobles ATP 2024 | Rànquing dobles ATP 2024 | Rànquing dobles ATP 2024 | Rànquing dobles ATP 2024 | Rànquing dobles ATP 2024 | Rànquing dobles ATP 2024 |
| Pos.                     | Tennista                 | Punts                    | T.                       | Ant.                     | Mov.                     |
| ------------------------ | ------------------------ | ------------------------ | ------------------------ | ------------------------ | ------------------------ |
| 1                        | Marcelo Arévalo          | 7.510                    | 23                       | 19                       | 18                       |
| 1                        | Mate Pavić               | 7.510                    | 23                       | 32                       | 31                       |
| 3                        | Jordan Thompson          | 6.655                    | 22                       | 105                      | 102                      |
| 4                        | Marcel Granollers        | 6.500                    | 18                       | 10                       | 6                        |
| 4                        | Horacio Zeballos         | 6.500                    | 18                       | 5                        | 1                        |
| 6                        | Nikola Mektić            | 5.930                    | 24                       | 43                       | 37                       |
| 7                        | Kevin Krawietz           | 5.880                    | 20                       | 21                       | 14                       |
| 8                        | Wesley Koolhof           | 5.840                    | 23                       | 8                        | =                        |
| 9                        | Tim Pütz                 | 5.790                    | 19                       | 24                       | 15                       |
| 10                       | Andrea Vavassori         | 5.785                    | 22                       | 50                       | 40                       |
| 11                       | Simone Bolelli           | 5.740                    | 19                       | 55                       | 44                       |
| 12                       | Max Purcell              | 5.730                    | 21                       | 35                       | 23                       |
| 13                       | Matthew Ebden            | 5.210                    | 20                       | 4                        | 9                        |
| 14                       | Henry Patten             | 5.165                    | 31                       | 60                       | 46                       |
| 15                       | Rohan Bopanna            | 5.150                    | 20                       | 3                        | 12                       |
| 16                       | Harri Heliovaara         | 5.145                    | 28                       | 29                       | 13                       |
| 17                       | Michael Venus            | 3.775                    | 28                       | 16                       | 1                        |
| 18                       | Neal Skupski             | 3.670                    | 27                       | 9                        | 9                        |
| 19                       | Nathaniel Lammons        | 3.320                    | 34                       | 27                       | 8                        |
| 19                       | Jackson Withrow          | 3.320                    | 34                       | 22                       | 2                        |

| Rànquing parelles ATP 2024 | Rànquing parelles ATP 2024         | Rànquing parelles ATP 2024 | Rànquing parelles ATP 2024 | Rànquing parelles ATP 2024 | Rànquing parelles ATP 2024 |
| Pos.                       | Parella                            | Punts                      | Ant.                       | Mov.                       |                            |
| -------------------------- | ---------------------------------- | -------------------------- | -------------------------- | -------------------------- | -------------------------- |
| 1                          | Marcelo Arévalo Mate Pavić         | 7.510                      | –                          | Augment                    |                            |
| 2                          | Marcel Granollers Horacio Zeballos | 6.500                      | 5                          | 3                          |                            |
| 3                          | Wesley Koolhof Nikola Mektić       | 5.930                      | –                          | Augment                    |                            |
| 4                          | Kevin Krawietz Tim Pütz            | 5.790                      | 13                         | 9                          |                            |
| 5                          | Simone Bolelli Andrea Vavassori    | 5.740                      | 43                         | 38                         |                            |
| 6                          | Max Purcell Jordan Thompson        | 5.655                      | 40                         | 34                         |                            |
| 7                          | Harri Heliovaara Henry Patten      | 5.187                      | –                          | Augment                    |                            |
| 8                          | Rohan Bopanna Matthew Ebden        | 5.060                      | 2                          | 6                          |                            |
| 9                          | Nathaniel Lammons Jackson Withrow  | 3.680                      | 8                          | 1                          |                            |
| 10                         | Máximo González Andrés Molteni     | 3.105                      | 7                          | 3                          |                            |

#### Evolució número 1
| Tennista/es                        | Data           | Setmanes |
| ---------------------------------- | -------------- | -------- |
| Austin Krajicek                    | Final 2023     | 4        |
| Rohan Bopanna                      | 29 de gener    | 4        |
| Matthew Ebden                      | 26 de febrer   | 1        |
| Rohan Bopanna                      | 4 de març      | 2        |
| Austin Krajicek                    | 18 de març     | 2        |
| Rohan Bopanna                      | 1 d'abril      | 2        |
| Matthew Ebden                      | 15 d'abril     | 3        |
| Marcel Granollers Horacio Zeballos | 6 de maig      | 5        |
| Matthew Ebden                      | 10 de juny     | 5        |
| Marcel Granollers Horacio Zeballos | 15 de juliol   | 17       |
| Marcelo Arévalo Mate Pavić         | 11 de novembre | 7        |

## Guardons
- ATP Player of the Year: Jannik Sinner[2]
- ATP Doubles of the Year: Marcelo Arévalo i Mate Pavić[2]
- ATP Most Improved Player of the Year: Giovanni Mpetshi Perricard[3]
- ATP Comeback Player of the Year: Matteo Berrettini[4]
- ATP Newcomer of the Year: Jakub Mensik[5]
- ATP Coach of the Year: Michael Russell (entrenador de Taylor Fritz)[6]
- Stefan Edberg Sportsmanship Award: Grigor Dimitrov[7]
- Arthur Ashe Humanitarian Award: Dominic Thiem[8]
- Fans' Favourite Award (individual): Jannik Sinner[9]
- Fans' Favourite Award (dobles): Simone Bolelli i Andrea Vavassori[10]
- Ron Bookman Media Excellence Award: Joan Solsona[11]
- ATP Tournaments Of The Year[12]
  - ATP Masters 1000 Tournament of the Year: Indian Wells
  - ATP 500 Tournament of the Year: Londres
  - ATP 250 Tournament of the Year: Doha

## Retirades
- Dustin Brown (8 de desembre de 1984)[13]
- Nikola Ćaćić (7 de desembre de 1990)
- Pablo Cuevas (1 de gener de 1986)[14]
- Thiemo de Bakker (19 de setembre de 1988)
- Federico Delbonis (5 d'octubre de 1990)[15][16]
- Andrey Golubev (22 de juliol de 1987)
- Ryan Harrison (7 de maig de 1992)[17][16]
- Steve Johnson (24 de desembre de 1989)[18][16]
- Ivo Karlović (28 de febrer de 1979)[19][16]
- Wesley Koolhof (17 d'abril de 1989)[20]
- Ben McLachlan (10 de maig de 1992)[21]
- John Millman (14 de juny de 1989)[22][16][19]
- Andy Murray (15 de maig de 1987)[23][24][16]
- Rafael Nadal (3 de juny de 1986)[25][26]
- Philipp Oswald (23 de gener de 1986)[27]
- Aisam-ul-Haq Qureshi (18 de març de 1980)
- Lukáš Rosol (24 de juliol de 1985)[28]
- Artem Sitak (8 de febrer de 1986)[29]
- João Sousa (30 de març de 1989)[30][16][19]
- Dominic Thiem (3 de setembre de 1993)[31][32][33][34]
- Donald Young (23 de juliol de 1989)[35]

## Distribució de punts
| Categoria                       | G                     | F                    | SF                  | QF                                                                                               | R16                                                                                              | R32                                                                                              | R64                                                                                              | R128                                                                                             | Q                                                                                                | Q3                                                                                               | Q2                                                                                               | Q1                                                                                               |
| Grand Slam (128I)               | 2000                  | 1300                 | 800                 | 400                                                                                              | 200                                                                                              | 100                                                                                              | 50                                                                                               | 10                                                                                               | 30                                                                                               | 16                                                                                               | 8                                                                                                | 0                                                                                                |
| Grand Slam (64D)                | 2000                  | 1200                 | 720                 | 360                                                                                              | 180                                                                                              | 90                                                                                               | 0                                                                                                | –                                                                                                | 25                                                                                               | –                                                                                                | 0                                                                                                | 0                                                                                                |
| ATP Finals (8I/8D)              | 1500 (max) 1100 (min) | 1000 (max) 600 (min) | 600 (max) 200 (min) | 200 per cada victòria a la fase Round Robin +400 victòria a semifinals, +500 victòria a la final | 200 per cada victòria a la fase Round Robin +400 victòria a semifinals, +500 victòria a la final | 200 per cada victòria a la fase Round Robin +400 victòria a semifinals, +500 victòria a la final | 200 per cada victòria a la fase Round Robin +400 victòria a semifinals, +500 victòria a la final | 200 per cada victòria a la fase Round Robin +400 victòria a semifinals, +500 victòria a la final | 200 per cada victòria a la fase Round Robin +400 victòria a semifinals, +500 victòria a la final | 200 per cada victòria a la fase Round Robin +400 victòria a semifinals, +500 victòria a la final | 200 per cada victòria a la fase Round Robin +400 victòria a semifinals, +500 victòria a la final | 200 per cada victòria a la fase Round Robin +400 victòria a semifinals, +500 victòria a la final |
| ATP Tour Masters 1000 (96I)     | 1000                  | 650                  | 400                 | 200                                                                                              | 100                                                                                              | 50                                                                                               | 30                                                                                               | 10                                                                                               | 20                                                                                               | –                                                                                                | 10                                                                                               | 0                                                                                                |
| ATP Tour Masters 1000 (56I/48I) | 1000                  | 650                  | 400                 | 200                                                                                              | 100                                                                                              | 50                                                                                               | 10                                                                                               | –                                                                                                | 30                                                                                               | –                                                                                                | 16                                                                                               | 0                                                                                                |
| ATP Tour Masters 1000 (32D)     | 1000                  | 600                  | 360                 | 180                                                                                              | 90                                                                                               | 0                                                                                                | –                                                                                                | –                                                                                                | –                                                                                                | –                                                                                                | –                                                                                                | –                                                                                                |
| ATP Tour 500 (48I)              | 500                   | 330                  | 200                 | 100                                                                                              | 50                                                                                               | 25                                                                                               | 0                                                                                                | –                                                                                                | 16                                                                                               | –                                                                                                | 8                                                                                                | 0                                                                                                |
| ATP Tour 500 (32I)              | 500                   | 330                  | 200                 | 100                                                                                              | 50                                                                                               | 0                                                                                                | –                                                                                                | –                                                                                                | 25                                                                                               | –                                                                                                | 13                                                                                               | 0                                                                                                |
| ATP Tour 500 (16D)              | 500                   | 300                  | 180                 | 90                                                                                               | 0                                                                                                | –                                                                                                | –                                                                                                | –                                                                                                | 45                                                                                               | –                                                                                                | 25                                                                                               | 0                                                                                                |
| ATP Tour 250 (48I)              | 250                   | 165                  | 100                 | 50                                                                                               | 25                                                                                               | 13                                                                                               | 0                                                                                                | –                                                                                                | 8                                                                                                | –                                                                                                | 4                                                                                                | 0                                                                                                |
| ATP Tour 250 (32I/28I)          | 250                   | 165                  | 100                 | 50                                                                                               | 25                                                                                               | 0                                                                                                | –                                                                                                | –                                                                                                | 13                                                                                               | –                                                                                                | 7                                                                                                | 0                                                                                                |
| ATP Tour 250 (16D)              | 250                   | 150                  | 90                  | 45                                                                                               | 0                                                                                                | –                                                                                                | –                                                                                                | –                                                                                                | –                                                                                                | –                                                                                                | –                                                                                                | –                                                                                                |